# Edith Gadawits
Edith Gadawits, später verehelichte Edith Schober (geboren am 18. August 1924 in Wien; verstorben am 6. März 2013 ebenda) war eine österreichische Widerstandskämpferin gegen den Nationalsozialismus. Sie wurde von der NS-Justiz gemeinsam mit Felix Imre im Alter von nur 19 Jahren zum Tode verurteilt und saß sieben Monate in der Todeszelle. Dann wurde das Urteil auf zwölf Jahre Zuchthaus abgeändert.

## Leben
Gadawits gehörte dem Kommunistischen Jugendverband Österreichs (KJVÖ) und der Widerstandsgruppe Der Soldatenrat an, der antifaschistische Agitation unter Angehörigen der deutschen Wehrmacht betrieb. Sie war, wie viele in diesen Gruppen, sehr naturverbunden, liebte das Wandern und Bergsteigen. Bei einer Kletterpartie am Peilstein lernte sie den Pottensteiner Felix Imre kennen, der sich daraufhin dem Soldatenrat anschloss. Sie war befreundet mit Oskar Klekner. Die jungen Kommunisten und Kommunistinnen der Widerstandsgruppe wurden von der Gestapo beobachtet und ab Juli 1941 der Reihe nach verhaftet, schließlich in zahlreichen Fällen vom Volksgerichtshof zum Tode verurteilt und mit dem Fallbeil hingerichtet. Später stellte sich heraus, dass die Gestapo einen Spitzel in die Gruppe eingeschleust hatte, Grete Kahane. Gadawits wurde am 28. Februar 1943 verhaftet, Imre zu einem unbekannten Zeitpunkt.
Am 24. September 1943 stand Gadawits – gemeinsam mit Gertrude Hausner, Felix Imre und Anna Senhofer – vor dem 5. Senat des Volksgerichtshofs in Krems. Zu diesem Zeitpunkt waren bereits zwei Mitglieder des Soldatenrates hingerichtet worden – die 23-jährige Näherin Rosa Hofmann in Berlin und der ebenfalls 23-jährige Schlosser Rudolf Masl in Wien. Gadawits und Imre wurden zum Tode durch das Fallbeil verurteilt, Hausner und Senhofer jeweils zu zwölf Jahren Zuchthaus. Während das Gnadengesuch von Gadawits noch bearbeitet wurde, überstellte das NS-Regime Felix Imre ans Wiener Landesgericht, wo er am 2. November 1943 geköpft wurde. Sieben Monate nach ihrer Verurteilung zum Tode erfuhr Gadawits von der Umwandlung des Urteils zu zwölf Jahren Zuchthaus.
Nach dem Untergang des NS-Regimes heiratete Gadawits den Spanienkämpfer Rupert Schober (1912–1994). Im Jahr 1962 veröffentlichte sie unter dem nunmehrigen Namen Edith Schober einen Artikel über ihre Zeit in der Todeszelle und die Frauen, die gemeinsam mit ihr auf ihre Hinrichtung warteten, über deren psychische Belastungen und über jene, die nicht das Glück hatten begnadigt zu werden. 
Gadawits wirkte in der Nach-NS-Zeit als Zeitzeugin in Schulen und bei zahlreichen Veranstaltungen: „Getreu ihrer Überzeugung, dass es sich lohnt, die Welt zu verändern, hat sie in Veranstaltungen jungen Menschen über den illegalen, antifaschistischen Kampf erzählt.“

## Nachweise
1. ↑  Charlotte Rombach: Widerstand und Befreiung 1934–1945: Zeitzeugen berichten, neobooks 2013, ISBN 9783847661825
2. ↑  Universität Wien: Österreichische Frauen im Widerstand, Beitrag über Gertrude Hausner, verfasst von Christine Kanzler, abgerufen am 17. Mai 2015
3. ↑  KZ-Verband: Zum Tode verurteilt – nach sieben Monaten begnadigt: Edith Schober (18.8.1924 – 6.3.2013), abgerufen am 14. Mai 2015
4. ↑  Alfred-Klahr-Gesellschaft: Mitteilungen (Memento des Originals vom 18. Mai 2015 im Internet Archive)  Info: Der Archivlink wurde automatisch eingesetzt und noch nicht geprüft. Bitte prüfe Original- und Archivlink gemäß Anleitung und entferne dann diesen Hinweis., J. 2011, N.4, 27f

| Personendaten    | Personendaten                                                      |
| ---------------- | ------------------------------------------------------------------ |
| NAME             | Gadawits, Edith                                                    |
| ALTERNATIVNAMEN  | Schober, Edith                                                     |
| KURZBESCHREIBUNG | österreichische Widerstandskämpferin gegen den Nationalsozialismus |
| GEBURTSDATUM     | 18. August 1924                                                    |
| GEBURTSORT       | Wien                                                               |
| STERBEDATUM      | 6. März 2013                                                       |
| STERBEORT        | Wien                                                               |